# Tulfes
Tulfes è un comune austriaco di 1 495 abitanti nel distretto di Innsbruck-Land, in Tirolo.